# تشاد في الألعاب الأولمبية الصيفية 2012
تشاد في الألعاب الأولمبية الصيفية 2012 من المقرر أن تدخل تشاد للمنافسة في دورة ألعاب أولمبية صيفية 2012، لندن المملكة المتحدة، في الفترة من 27 يوليو - 12 أغسطس 2012. وستشارك برياضي واحد في رياضة واحدة وهي الجدو .